# Věra Sokolovová
Věra Alexandrovna Sokolovová (rusky Вера Александровна Соколова; * 8. června 1987) je ruská atletka, která se věnuje sportovní chůzi.

## Kariéra
První výrazný úspěch na mezinárodní scéně zaznamenala v roce 2003 na MS do 17 let v kanadském Sherbrooke, kde získala zlatou medaili v chůzi na 5 km. O rok později vybojovala na juniorském mistrovství světa v italském Grossetu bronz (10 km). V roce 2005 se stala v litevském Kaunasu juniorskou mistryní Evropy v chůzi na 10 km. Na 4. místě dokončila závod (10 km) na MS juniorů 2006 v Pekingu.
Na Mistrovství Evropy v atletice 2010 v Barceloně vybojovala v čase 1.29:32 bronzovou medaili v závodě na 20 km. Na stupních vítězů ji doplnily její krajanky Anisja Kirďapkinová (stříbro) a Olga Kaniskinová (zlato).
30. prosince 2010 v ruském Saransku vytvořila historicky nejlepší halový výkon v chůzi na 5 km (světové rekordy se v kategorii žen oficiálně evidují pouze v chůzi na 3 km). Časem 20:10,03 překonala dosavadní maximum Margarity Turovové z Běloruska z roku 2005 o téměř půl minuty.
26. února 2011 na zimním chodeckém šampionátu v Soči vytvořila časem 1.25:08 nový světový rekord v chůzi na 20 km.

## Osobní rekordy
- 10 km chůze – 42:12 – 19. září 2009, Saransk
- 20 km chůze – 1.25:08 – 26. února 2011, Soči - SR